# アレッジド
アレッジド (Alleged) とは1970年代にヨーロッパで活躍したアイルランドの競走馬である。曽祖父リボーが成し遂げて以来史上6頭目となる凱旋門賞連覇を達成した。

## 生涯

### 誕生
アレッジドは1974年5月4日、母のプリンセスパウトが預託されていたアメリカ合衆国ケンタッキー州のクレイボーンファームで生まれた。父のホイストザフラッグはアメリカ合衆国の2歳チャンピオンで、アレッジドは2世代目の産駒であった。母のプリンセスパウトは競走馬として13勝、うち重賞を4勝という成績を挙げていた。
翌1975年にキーンランドで行われたセリ市に上場されたが主取り（出品者に引き取られること）となった。その後カリフォルニア州の育成業者モンティロバーツに4万ドルで売却され、1976年3月にハリウッドパーク競馬場で行われたセリ市において17万5000ドルでロバート・サングスターによって落札された。サングスターは競走馬の売買を生業とし、他の馬主と共有して競走馬を走らせていた。サングスターはアレッジドをアイルランドの調教師ヴィンセント・オブライエンら4人と共有することにし、オブライエンの厩舎に預託した（持分は当初は2割ずつで、後にサングスターが6割、他の4人が1割ずつに変更された）。

### 競走生活

#### 2歳時（1976年）
アレッジドは1976年11月、アイルランドのカラ競馬場でデビューし、優勝した。この年はこの1戦のみでシーズンを終えた。

#### 3歳時（1977年）
アレッジドは1977年4月にレパーズタウン競馬場で行われたバリードイルステークスで復帰し同レースを優勝すると5月には重賞のロイヤルウィップステークス（G3）とガリニュールステークス（G2）を優勝した。ロイヤルウィップステークスでは前年のアイリッシュセントレジャーを優勝した4歳馬のミネヴァルを、ガリニュールステークスでは後のアイリッシュセントレジャー優勝馬のトランスワールドを降している。
オブライエンはアレッジドに対しスタミナはあるがスピードに欠けるという評価を下し、ガリニュールステークス出走後2か月半の間はレースに出走させなかった。オブライエンはセントレジャーステークスを目標に据え、8月17日にイギリスのヨーク競馬場で行われたG2グレートヴォルティジュールステークスで復帰させた。このレースでアレッジドはアイルランドダービー2着馬のラッキーソブリン、ダービーステークス2着馬のホットグローヴなどを降して優勝した。翌9月10日のセントレジャーステークスでは1番人気に支持されたがオークス優勝馬のダンファームラインに差し切られて生涯唯一の敗戦となる2着に敗れた。
セントレジャーステークス敗戦後アレッジドはフランスへ渡り、10月2日凱旋門賞に出走した。アレッジドは26頭中1番人気に支持された。アレッジドはスタート後最初のコーナーで先頭に立つとそのまま逃げ切り優勝した。この年のイギリスの3歳フリーハンデではダービーステークスなどG1を3勝しイギリスの年度代表馬に選出されたザミンストレルを抑え最も高い評価を獲得した。さらにフランスでは年度代表馬に選出され、3歳フリーハンデでも最も高い評価を獲得した。

#### 4時（1978年）
1978年、アレッジドは5月に前年にも出走したロイヤルウィップステークスで復帰し、優勝した。陣営はG1のコロネーションカップに出走させる計画を立てたがレース当日に馬場状態が固すぎるという理由で出走を取り消した。さらにG1キングジョージ6世&クイーンエリザベスステークス出走を予定したもののウイルス性の感染症に罹って出走を断念した。アレッジドの体調は8月中旬に回復し、陣営は目標を凱旋門賞連覇に据えてフランス遠征を決定した。9月17日にG3のプランスドランジュ賞をロンシャン競馬場の芝2200mのコースレコードを記録して優勝。翌10月1日、前年に引き続き1番人気で凱旋門賞に出走した。アレッジドは2、3番手を追走し、直線で先頭に立つとそのままゴールし優勝した。レース後、オブライエンはアレッジドを自身の管理馬の中でニジンスキーの次に優れた競走馬だとコメントした。凱旋門賞連覇を果たしたアレッジドはワシントンDCインターナショナルへの招待を受けたが辞退し、競走馬を引退して種牡馬となった。この年のアレッジドは2年連続でフランスの年度代表馬に選出され、同国の古馬フリーハンデでも周囲の評価を得た。ちなみに引退時の獲得賞金はフランスでの獲得賞金を当時のレートでポンドに換算した場合、イギリスおよびアイルランド調教馬のレコードであった。

### 競走馬引退後
種牡馬となったアレッジドはアメリカ合衆国ケンタッキー州にアレッジドのために作られた牧場（ウォルマックファーム）で繋養されることになり、当時の最高額になる総額1600万ドルのシンジケートが組まれた。種牡馬成績を見るとリーディングサイアー10位以内にイギリスで4回、フランスとアメリカで1回ずつランクインした。主な産駒にはミスアレッジド（ブリーダーズカップ・ターフ、ヴェルメイユ賞）、ローソサエティー（アイリッシュダービー）、ミッドウェイレイディー（1000ギニー、オークス）、シャントゥ（セントレジャーステークス、ミラノ大賞典）などがおり、100頭のステークスウイナーを輩出した。日本へは産駒のフェアジャッジメント、ワイズカウンセラーが種牡馬として輸入されている。1997年に種牡馬を引退。2000年に老衰で27年の生涯を閉じた。

## 競走成績
| 出走日     | 競馬場         | 競走名                      | 格 | 着順 | 距離      | 着差      | 騎手         | 1着（2着）馬        |
| ---------- | -------------- | --------------------------- | -- | ---- | --------- | --------- | ------------ | ------------------- |
| 1976.11.01 | カラ           | ドネリーズハロウS           |    | 1着  | 芝7f      | 8馬身     | T.マーフィー | （不明）            |
| 1977.04.20 | レパーズタウン | バリードイルS               |    | 1着  | 芝10f     | 2馬身     | T.マーフィー | （Hard Road）       |
| 05.13      | カラ           | ロイヤルウィップS           | G3 | 1着  | 芝12f     | 1馬身     | P.マシュース | （Valinsky）        |
| 05.28      | カラ           | ガリニュールS               | G2 | 1着  | 芝12f     | 1馬身     | L.ピゴット   | （Orchestra）       |
| 08.17      | ヨーク         | グレートヴォルティジュールS | G2 | 1着  | 芝12f     | 7馬身     | L.ピゴット   | （Classic Example） |
| 09.10      | ドンカスター   | セントレジャー              | G1 | 2着  | 芝14f127y | 1 1/2馬身 | L.ピゴット   | Dunfermline         |
| 10.02      | ロンシャン     | 凱旋門賞                    | G1 | 1着  | 芝2400m   | 1 1/2馬身 | L.ピゴット   | （Balerino）        |
| 1978.05.12 | カラ           | ロイヤルウィップS           | G3 | 1着  | 芝12f     | 2 1/2馬身 | L.ピゴット   | （Irish Riddle）    |
| 09.17      | ロンシャン     | プランスドランジュ賞        | G3 | 1着  | 芝2400m   | 2 1/2馬身 | L.ピゴット   | （Louksor）         |
| 10.01      | ロンシャン     | 凱旋門賞                    | G1 | 1着  | 芝2400m   | 2馬身     | L.ピゴット   | （Trillion）        |

## 主な産駒
- Miss Alleged（ブリーダーズカップ・ターフ、ハリウッドターフカップ）
- Law Society（アイリッシュダービー）
- Midway Lady（オークス、1000ギニー）
- Shantou（セントレジャーステークス、ジョッキークラブ大賞、ミラノ大賞典）
- Sir Harry Lewis（アイリッシュダービー）
- Strategic Choice（アイリッシュセントレジャー、ミラノ大賞典）
- Hours After（ジョッケクルブ賞）
- Legal Case（チャンピオンステークス）
- Muhtarram（アイリッシュチャンピオンステークス）
- フェアジャッジメント（日本輸入）

## 血統

### 血統表
| アレッジドの血統（リボー系／War Admiral3×4=18.75%） | アレッジドの血統（リボー系／War Admiral3×4=18.75%） | アレッジドの血統（リボー系／War Admiral3×4=18.75%） | （血統表の出典）     | （血統表の出典） |
| 父 Hoist the Flag 1968 鹿毛                         | 父の父Tom Rolfe 1962 鹿毛                           | Ribot                                               | Tenerani             | Tenerani         |
| 父 Hoist the Flag 1968 鹿毛                         | 父の父Tom Rolfe 1962 鹿毛                           | Ribot                                               | Romanella            |                  |
| 父 Hoist the Flag 1968 鹿毛                         | 父の父Tom Rolfe 1962 鹿毛                           | Pocahontas                                          | Roman                | Roman            |
| 父 Hoist the Flag 1968 鹿毛                         | 父の父Tom Rolfe 1962 鹿毛                           | Pocahontas                                          | How                  |                  |
| 父 Hoist the Flag 1968 鹿毛                         | 父の母Wavy Navy 1954 鹿毛                           | War Admiral                                         | Man o'War            | Man o'War        |
| 父 Hoist the Flag 1968 鹿毛                         | 父の母Wavy Navy 1954 鹿毛                           | War Admiral                                         | Brushup              |                  |
| 父 Hoist the Flag 1968 鹿毛                         | 父の母Wavy Navy 1954 鹿毛                           | Triomphe                                            | Tourbillon           | Tourbillon       |
| 父 Hoist the Flag 1968 鹿毛                         | 父の母Wavy Navy 1954 鹿毛                           | Triomphe                                            | Melibee              |                  |
| 母 Princess Pout 1966 鹿毛                          | 母の父Prince John 1953 栗毛                         | Princequillo                                        | Prince Rose          | Prince Rose      |
| 母 Princess Pout 1966 鹿毛                          | 母の父Prince John 1953 栗毛                         | Princequillo                                        | Cosquilla            |                  |
| 母 Princess Pout 1966 鹿毛                          | 母の父Prince John 1953 栗毛                         | Not Afraid                                          | Count Fleet          | Count Fleet      |
| 母 Princess Pout 1966 鹿毛                          | 母の父Prince John 1953 栗毛                         | Not Afraid                                          | Banish Fear          |                  |
| 母 Princess Pout 1966 鹿毛                          | 母の母Determined Lady 1959 黒鹿毛                   | Determine                                           | Alibhai              | Alibhai          |
| 母 Princess Pout 1966 鹿毛                          | 母の母Determined Lady 1959 黒鹿毛                   | Determine                                           | Koubis               |                  |
| 母 Princess Pout 1966 鹿毛                          | 母の母Determined Lady 1959 黒鹿毛                   | Tumbling                                            | War Admiral          | War Admiral      |
| 母 Princess Pout 1966 鹿毛                          | 母の母Determined Lady 1959 黒鹿毛                   | Tumbling                                            | Up the Hill F-No.2-s |                  |

### 近親馬
- デルガド -  全弟。オーストラリアで種牡馬となった。
- パークァド - 半妹の産駒。ヨーロッパで重賞3勝。